# Dendrobium meghalayense
Dendrobium meghalayense är en orkidéart som beskrevs av Y.Kumar och S.Chowdhury. Dendrobium meghalayense ingår i släktet Dendrobium, och familjen orkidéer. Inga underarter finns listade i Catalogue of Life.